# ベルト・アール
ベルト・アール（Berthe Constance Ursule Art、1857年12月26日 - 1934年2月27日）は、ベルギーの画家である。油彩やパステルを使って描いた静物画を描いた。

## 略歴
ブリュッセルで生まれた。兄のジョルジュは後に文学者となった。家族の支援を受けて美術を学び、ブリュッセルの風景画家、フランソワ・バンジェ（François Binjé: 1835–1900）らに学んだ後、22歳の時、短期間パリに滞在し、ブリュッセル出身の画家、アルフレッド・ステヴァンスの指導を受けた。
1880 年からベルギー国内外の展覧会に参加した。1888年にヘンリエッタ・ロナー＝クニップや娘のアリス・ロナー（Alice Ronner: 1857–1957）らとブリュッセルに女性の美術家グループ「Cercle des Femmes Peintres」の共同設立者となり、このグループは1888年と1890年、1891年、1893年の4回グループ展を開いた。1888年から1906年までパリのサロンにも出展し、1896年から1898年までロンドンのロイヤル・アカデミー・オブ・アーツの展覧会にも出展した。1893年のシカゴ万国博覧会の展覧会にも出展した。
ベルギーの王冠勲章（Ordre de la Couronne）やレオポルト勲章（1906年）を受勲した。
未婚のままで、ブリュッセルのサン・ジルで働き、1934年にそこで亡くなった。

## 作品

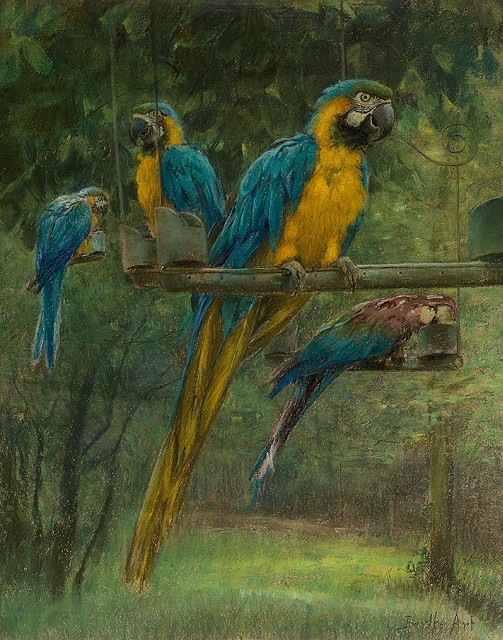
青と黄色の羽のインコ アントワープ王立美術館
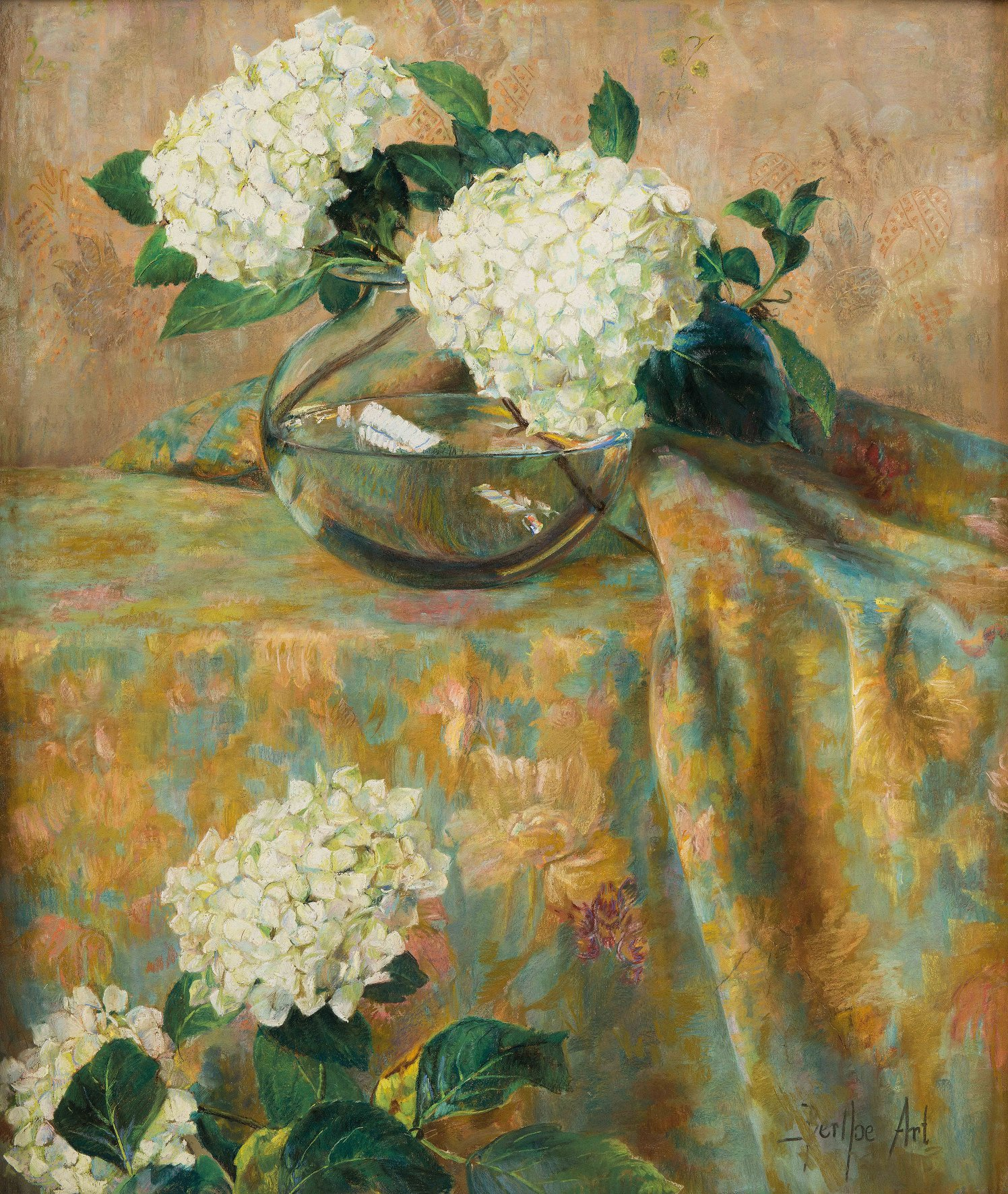
アジサイ
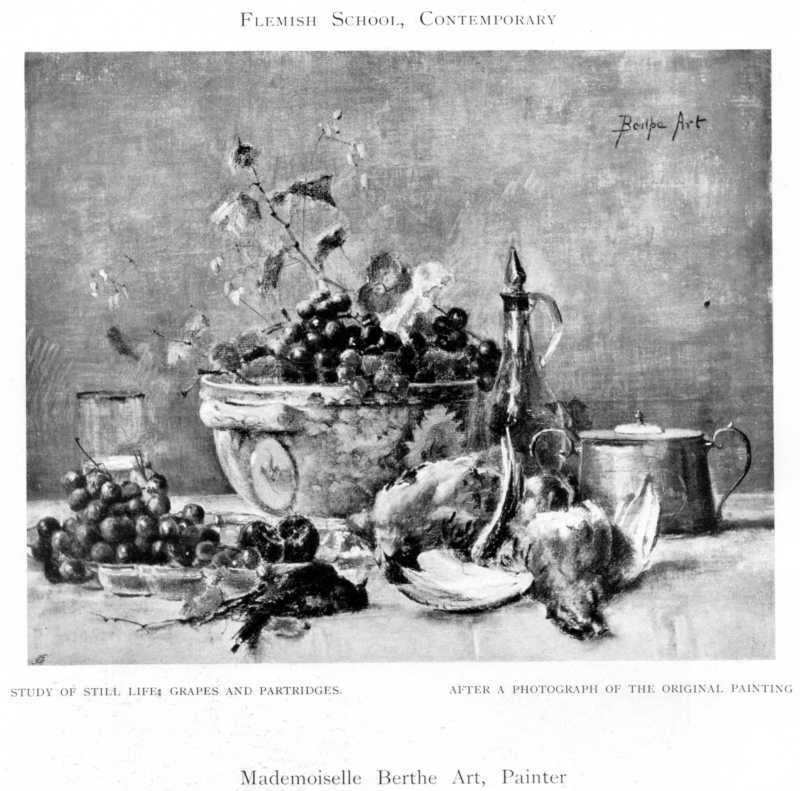
1905年の「Women Painters of the World」に掲載されたベルト・アールの静物画